# Khu phi quân sự Triều Tiên
Khu phi quân sự Triều Tiên (tiếng Anh: Korean Demilitarized Zone; tiếng Triều Tiên: 조선반도 비무장지대 (theo cách gọi của phía Triều Tiên) hay 한반도비무장지대 (theo cách gọi của phía Hàn Quốc), Hanja: 朝鮮半島非武裝地帶 Triều Tiên bán đảo phi vũ trang địa đới hay 韓半島非武裝地帶 Hàn bán đảo phi vũ trang địa đới) Viết Tắt: KRDMZ là vùng giới tuyến cấm các hoạt động quân sự tại Bán đảo Triều Tiên. Khu vực phi quân sự bán đảo Triều Tiên trải dài từ phía tây sang đông bán đảo, rộng 4 km dọc theo vĩ tuyến 38, được thành lập năm 1953 sau sự chấp thuận của tổ chức Liên Hiệp quốc cũng như hai chính quyền là Trung Quốc và Cộng hòa Dân chủ Nhân dân Triều Tiên.

## Lịch sử
Sau chiến tranh thế giới thứ hai, Triều Tiên giành được độc lập từ đế quốc Nhật Bản. Đất nước tạm thời bị chia thành hai miền Bắc Triều Tiên và Nam Triều Tiên. Phía Bắc Triều Tiên chịu sự tiếp quản của Liên Xô cũ, phía Nam Triều Tiên chịu sự tiếp quản của Mỹ. Hai chính quyền CHDCND Triều Tiên và Đại Hàn dân quốc cũng được thành lập ở 2 miền khi đó. Hai bên lấy vĩ tuyến 38 chia đôi tỉnh Kangwon làm vạch phân cách. Chiến tranh Triều Tiên bắt đầu xảy ra vào năm 1950 khi chủ tịch Kim Il-sung bên phía miền Bắc bất ngờ đưa quân đánh úp miền Nam vào sáng ngày 25/6/1950, khơi mào cuộc chiến kéo dài 3 năm. Vào ngày 27/07/1953, hai bên Triều Tiên và Hàn Quốc ký hiệp định ngừng bắn, tuyên bố cuộc chiến bất phân thắng bại.. Mỗi bên đều lùi quân đội 2 km sau vĩ tuyến 38, tạo thành khu phi quân sự rộng 4 km dọc theo vĩ tuyến 38. Khu phi quân sự bán đảo Triều Tiên được thành lập từ đó. Vùng này coi như là một chiến tuyến để 2 miền Nam-Bắc luôn sẵn sàng trong tình trạng chiến tranh trong bất kì thời điểm nào với một số lượng binh sĩ khổng lồ lên tới hơn 2 triệu người.

## Khu liên hợp an ninh

### Đặc điểm
Bên trong vùng DMZ, gần bờ biển phía tây của bán đảo, Panmunjom là ngôi nhà của Khu vực An ninh chung (JSA). Ban đầu, nó là mối liên kết duy nhất giữa CHDCND Triều Tiên và Hàn Quốc nhưng đã thay đổi vào ngày 17 tháng 5 năm 2007, khi một đoàn tàu Korail đi qua DMZ ở phía Bắc trên tuyến mới Donghae Bukbu được xây dựng trên bờ biển phía đông của Hàn Quốc. Tuy nhiên, sự phục sinh của tuyến đường này đã không tồn tại lâu, vì nó đã bị đóng lại vào tháng 7 năm 2008 sau một vụ việc mà một du khách Hàn Quốc đã bị lính Triều Tiên bắn chết ở khu du lịch Kŭmgangsan.
Khu an ninh chung ở Bàn Môn Điếm được lính biên phòng Triều Tiên và quân của Bộ chỉ huy LHQ bảo vệ dày đặc, là nơi duy nhất mà quân đội hai bên có thể đối mặt với nhau, đứng cách nhau vài mét. Lính Triều Tiên mang huy hiệu là ảnh các cố lãnh đạo, thường dùng ống nhòm quan sát du khách ở phía Hàn Quốc. Họ chỉ cách vài mét với những lính Hàn Quốc đeo kính mát (loại dành cho không quân Mỹ) và đứng im như tượng. Du khách hai miền cũng thích đến khu vực này để thăm.
Có một số tòa nhà ở cả hai phía bắc và phía nam của Đường phân định quân sự (MDL), và đã có một số được xây dựng trên nó. JSA là địa điểm mà tất cả các cuộc đàm phán kể từ năm 1953 đã được tổ chức, bao gồm cả tuyên bố về tình đoàn kết Hàn Quốc, vốn thường chỉ là một chút ngoại trừ sự giảm nhẹ căng thẳng. MDL đi qua các phòng hội nghị và xuống giữa các bàn hội nghị, nơi mà Triều Tiên và Bộ Tư lệnh Liên Hợp Quốc (chủ yếu là Hàn Quốc và Hoa Kỳ) gặp mặt nhau.
Trong JSA là một số tòa nhà cho các cuộc họp chung được gọi là Hội nghị Row. Chúng được sử dụng cho các cuộc đàm phán trực tiếp giữa những người tham gia Chiến tranh Triều Tiên và các bên tham gia vào cuộc đình chiến. Đối diện với tòa hội nghị Row là Panmungak Triều Tiên (tiếng Anh: Panmun Hall) và Nhà Tự do Hàn Quốc. Năm 1994, Triều Tiên mở rộng Panmungak bằng cách thêm tầng thứ ba. Năm 1998, Hàn Quốc đã xây dựng Nhà Tự do Mới cho nhân viên Hội Chữ Thập Đỏ và có thể tổ chức các cuộc đoàn tụ gia đình bị chia cắt bởi Chiến tranh Triều Tiên. Tòa nhà mới này kết hợp Chùa Freedom House cũ trong thiết kế của nó.
Nơi đây còn được gọi là “Bãi tử thần” hay “vùng đất chết” là vùng đệm dài 250 km và rộng 4 km nằm giữa khu DMZ ngăn cách Triều-Hàn. Ở đó cài hơn 1 triệu quả mìn, đầy hàng rào kẽm gai sắc nhọn và nhiều hàng rào điện, máy quay kiểm soát an ninh. Triều-Hàn cũng cử hàng trăm ngàn quân canh gác nghiêm ngặt, nên hầu như không ai có thể vượt qua khu DMZ. Đặc biệt nếu quân Triều Tiên phát hiện có sự di chuyển trong khu DMZ, họ sẽ ngay lập tức nổ súng.

### Những vụ xung đột

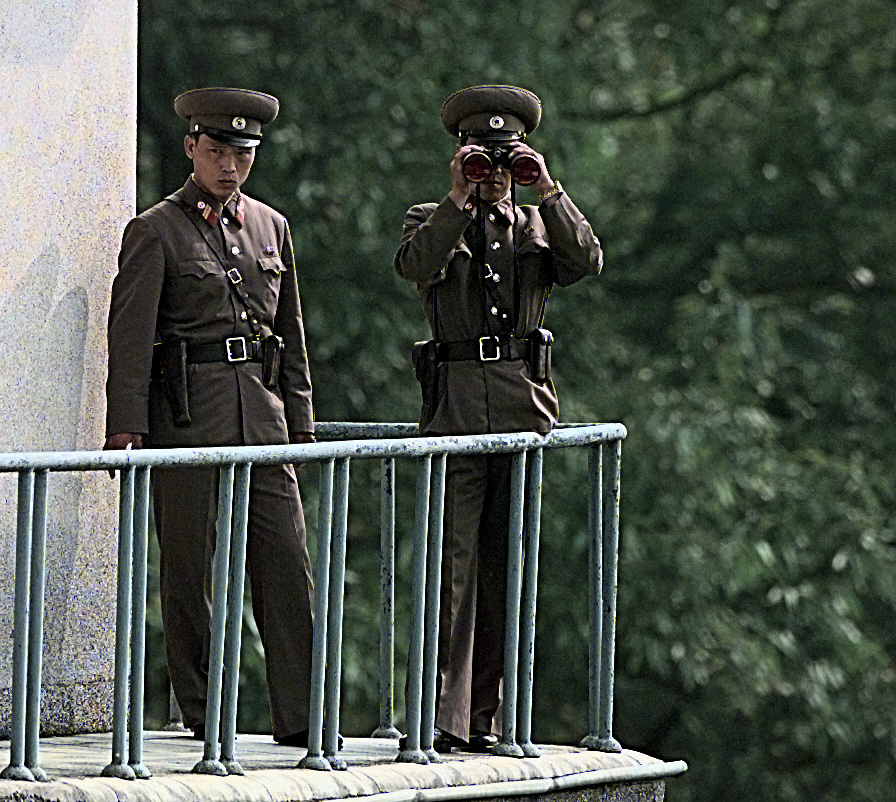
Binh lính Triều Tiên tại Khu phi quân sự Triều Tiên (K-DMZ) năm 1998

Kể từ năm 1953 đã có những cuộc đối đầu và những cuộc đụng độ thường xuyên trong JSA. Một trong những vụ nổi tiếng là vào tháng 8 năm 1976, dẫn đến hai cái chết của hai sĩ quan Hoa Kỳ (Đại Uý Arthur Bonifas và Trung úy Mark Barrett) khi hai người này bị lính Triều Tiên dùng búa đánh chết. Vụ tấn công này khiến Mỹ điều máy bay ném bom B-52 có thể mang bom hạt nhân đến khu DMZ nhằm hù dọa Triều Tiên. Theo báo New York Times, cựu Tổng thống Hàn Quốc Moon Jae-in từng là một quân nhân có mặt trong vụ lính Triều Tiên giết sĩ quan Mỹ này.
Một sự kiện khác xảy ra vào ngày 23 tháng 11 năm 1984, khi một du khách Liên Xô tên là Vasily Matuzok (đôi khi được đánh vần Matusak), là một thành viên của chuyến thăm chính thức tới JSA (do phía Bắc tổ chức), bất ngờ chạy qua MDL liều lĩnh la hét rằng anh ta muốn đào tẩu sang miền Nam. Điều này làm các binh sĩ Triều Tiên vô cùng phẫn nộ và đuổi theo ngay lập tức. Họ phóng hỏa dữ dội về phía MDL. Bộ đội biên phòng phía Hàn Quốc lo ngại đến an ninh nên cũng đánh trả lại bằng lửa. Cuối cùng xung quanh hiện trường lính Triều Tiên đuổi Matusak, một lính Hàn Quốc và ba lính Triều Tiên bị giết trong vụ xung khắc, và Matusak không bị bắt.
Vào cuối năm 2009, các lực lượng Đại Hàn Dân Quốc kết hợp với Bộ Tư lệnh Liên hợp quốc đã bắt đầu đổi mới ba trụ sở bảo vệ và hai toà nhà điểm kiểm soát trong khu liên hiệp JSA. Xây dựng đã được thiết kế để mở rộng và hiện đại hóa các cấu trúc. Công việc đã được thực hiện một năm sau khi Triều Tiên hoàn thành thay thế bốn trạm bảo vệ JSA bên cạnh MDL.
Cả Triều Tiên và Hàn Quốc từ lâu đã sử dụng chiến thuật dùng loa phát thanh công suất lớn ở biên giới để truyền tải những thông tin tuyên truyền nhằm làm suy giảm tinh thần của đối phương và lôi kéo binh sĩ đào ngũ. Đặc biệt, ngoài tin tức và thông điệp tuyên truyền, chính quyền Seoul còn thường xuyên cho phát các bài hát của các nhóm nhạc nổi tiếng K-pop như Big Bang hay SNSD. Theo KBS, các loa này có thể truyền âm thanh đi xa 24 km vào ban đêm và 10 km vào ban ngày, đủ để vươn tới những khu làng mà người dân Triều Tiên sinh sống gần khu phi quân sự hay khu vực binh sĩ Triều Tiên đóng quân. Tuy nhiên rất hiếm có trường hợp lính Triều Tiên đào ngũ vượt qua khu DMZ, vì binh lính được giao nhiệm vụ canh giữ biên cương thường đã chứng tỏ rất trung thành với chế độ Bình Nhưỡng.
Dù vậy, một số vụ đào ngũ của lính miền Bắc đã xảy ra. Năm 1998, đã từng có một lính Triều Tiên vượt qua Bàn Môn Điếm chạy sang miền Nam. Sự việc đáng chú ý nhất xảy ra vào ngày 13 tháng 11 năm 2017, một binh sĩ Triều Tiên tên là Oh Chong Son lái xe băng qua JSA ở làng đình chiến Panmujong để trốn sang Hàn Quốc thì bị 4 đồng đội của anh ta truy đuổi gắt gao, họ thậm chí còn tấn công bằng súng. Binh sĩ này bị bắn tổng cộng khoảng 40 phát đạn, trong đó có 5 viên găm trúng người. Sau khi xe mắc kẹt, người lính Triều Tiên này bỏ xe, chạy băng qua biên giới. Các binh sĩ Hàn Quốc tìm thấy người này trong trạng thái bị thương nặng ở cách biên giới 50 mét về phía nam và đưa vào bệnh viện. Rất hiếm khi có chuyện lính Triều Tiên dám đi qua Bàn Môn Điếm mà không sợ đồng đội bắn.
Sau khi hồi phục, anh ta nói với các bác sĩ rằng:"Đây có phải là Hàn Quốc không? Tôi muốn nghe những bài hát của Hàn Quốc". Theo các nguồn tin từ chính phủ Hàn Quốc, giới chức nước này đang điều tra khả năng binh sĩ Triều Tiên quyết định đào tẩu chắc chắn là do bị tác động tâm lý từ các nhóm nhạc nữ K-Pop. Bên phía CHDCND Triều Tiên không bình luận gì về việc này, nhưng Bình Nhưỡng nói nếu Seoul không trả lại người lính, thì căng thẳng Triều-Hàn sẽ gia tăng vào lúc Bình Nhưỡng đã có vũ khí hạt nhân. Quân đội Hàn Quốc nói đã nâng mức báo động sau vụ việc này. Hãng tin Yonhap dẫn lời một quan chức quân sự Hàn Quốc: “Hiện chưa có dấu hiệu bất thường nào từ phía quân đội Triều Tiên. Nhưng chúng tôi tăng cường cảnh giác với khả năng Triều Tiên khiêu khích”.

## Làng mạc
Cả Triều Tiên và Hàn Quốc đều duy trì các ngôi làng hòa bình trong tầm nhìn của DMZ. Ở miền Nam, Daeseong-dong được quản lý theo các điều khoản của DMZ. Dân làng được phân loại là công dân của Hàn Quốc, nhưng được miễn nộp thuế và các yêu cầu công dân khác như nghĩa vụ quân sự. Ở phía Bắc, Kijŏng-dong có nhiều tòa nhà và căn hộ nhiều lớp sơn rực rỡ, sơn rực rỡ chiếu sáng bằng đèn điện. Những đặc điểm này đã thể hiện mức độ sang trọng cho người Triều Tiên nông thôn, miền Bắc và Nam, vào những năm 1950. Thị trấn đã được định hướng để những mái nhà màu xanh sáng và các cạnh trắng của tòa nhà sẽ là những đặc điểm phân biệt nhất khi nhìn từ biên giới. Tuy nhiên, dựa trên sự giám sát bằng kính thiên văn hiện đại, nó đã được tuyên bố các tòa nhà chỉ là vỏ bê tông thiếu thủy tinh cửa sổ hoặc thậm chí cả các phòng nội thất, với ánh sáng tòa nhà bật và tắt vào thời gian quy định và các vỉa hè trống rỗng quét bởi một đội ngũ của những người chăm sóc trong một nỗ lực để bảo vệ tư tưởng về hoạt động.

### Cột cờ
Vào những năm 1980, chính phủ Hàn Quốc đã xây dựng một cột cờ 98,4 m (323 ft) ở Daeseong-dong, một lá cờ của Hàn Quốc nặng 130 kilogram (287 pounds). Theo một số người gọi là "cuộc chiến cột cờ", chính phủ Triều Tiên đã trả lời bằng cách xây dựng cây cột cờ Panmunjeom 160 m (525 ft) ở Kijŏng-dong, cách biên giới với Nam Triều Tiên chỉ 1,2 km (0,7 dặm). Nó là một cột cờ nặng 270 kg (595 lb) của CHDCND Triều Tiên. Tính đến năm 2014, cột cờ Panmunjom là cao thứ tư trên thế giới, sau cột cờ Jeddah ở Jeddah, Ả Rập Xê Út ở độ cao 170 m (558 ft), cột cờ Dushanbe ở Dushanbe, Tajikistan ở 165 m (541 ft) và cột cờ tại quảng trường Flag Flag ở Baku, Azerbaijan, cao 162 m (531 ft).

## Bảo tồn thiên nhiên
Trong nửa thế kỷ vừa qua, DMZ biên giới liên Triều đã là nơi chết chóc của con người, khiến sự sống của con người gần như không thể tồn tại. Chỉ có xung quanh làng Panmunjeom và gần đây là tuyến Donghae Bukbu trên bờ biển phía Đông Bắc của Hàn Quốc đã có sự sinh sống thường xuyên của người dân.
Sự cô lập tự nhiên này dọc theo chiều dài 250 km (160 dặm) của DMZ đã tạo ra một khu vườn không tự nguyện mà bây giờ được công nhận là một trong những khu vực được bảo vệ tốt nhất của môi trường sống ôn hòa trên thế giới. Năm 1966, lần đầu tiên DMZ được đề xuất để biến thành một vườn quốc gia.
Một số loài động vật và thực vật nguy cấp đang tồn tại trong số hàng rào, mìn sát thương và các cột nghe. Chúng bao gồm sếu Nhật Bản có nguy cơ tuyệt chủng (một vật phẩm chủ yếu của nghệ thuật châu Á), sếu gáy trắng, và, có thể là cả những loài cực kỳ nguy cấp như hổ Siberi, báo Amur và gấu đen châu Á. Các nhà sinh thái học đã xác định được khoảng 2.900 loài thực vật, 70 loài động vật có vú và 320 loài chim trong vùng đệm hẹp. Các cuộc điều tra bổ sung đang được tiến hành trong toàn khu vực.
DMZ sở hữu đa dạng sinh học đa dạng với địa lý, vượt qua các ngọn núi, đồng cỏ, đầm lầy và hồ. Các nhà môi trường hy vọng rằng DMZ sẽ được bảo tồn như một nơi ẩn náu của động vật hoang dã với một kế hoạch khách quan và quản lý đã được kiểm soát và đúng chỗ. Năm 2005, nhà sáng lập CNN và ông trùm truyền thông Ted Turner, trong chuyến thăm Triều Tiên, cho biết ông sẽ tài trợ cho bất kỳ kế hoạch biến DMZ thành một công viên hòa bình và một Di sản Thế giới được LHQ bảo vệ.
Vào tháng 9 năm 2011, Hàn Quốc đã đệ trình một đề cử vào Chương trình Con người và Sinh quyển (UNESCO) để chỉ 435 km2 (168 dặm vuông) ở phần phía nam của DMZ dưới Đường phân định quân sự, cũng như 2.979 km2 (1.150 dặm vuông) trong các khu vực được kiểm soát riêng, như Khu Dự trữ Sinh quyển theo khung quy định của Khu Dự trữ Sinh quyển Thế giới. Ủy ban quốc gia MAB của Hàn Quốc chỉ đề cập đến phần phía nam của DMZ được đề cử vì không có phản ứng từ Bình Nhưỡng khi nó yêu cầu Bình Nhưỡng cùng nhau đẩy mạnh. Triều Tiên là một quốc gia thành viên của Hội đồng Điều phối Chương trình Man and the Biosphere (MAB) của UNESCO, nơi chỉ định Khu Dự trữ Sinh quyển (Biosfery Reserves) của UNESCO.
Triều Tiên đã phản đối việc ứng dụng này là vi phạm thoả thuận đình chiến trong cuộc họp hội đồng tại Paris vào ngày 9 đến 13 tháng 7. Chính phủ Đại Hàn Dân Quốc đã chỉ định khu dự trữ sinh quyển khu vực phi quân sự (DMZ) bị bỏ qua tại cuộc họp của hội đồng MAB của UNESCO Paris vào tháng 7/2012. Bình Nhưỡng phản đối bằng cách gửi thư cho 32 quốc gia thành viên hội đồng, trừ Hàn Quốc, và trụ sở của UNESCO một tháng trước cuộc họp. Tại phiên họp của hội đồng, Bình Nhưỡng khẳng định việc chỉ định đã vi phạm Hiệp định đình chiến.

## Chiến lược tương lai

### CHDCND Triều Tiên
Lực lượng vũ trang Triều Tiên có quân số 1,2 triệu người và luôn được đặt trong tình trạng sẵn sàng chiến đấu. Khoảng 70% lực lượng bộ binh và 50% lực lượng không quân và hải quân đóng tại khu vực cách DMZ chỉ khoảng 100 km. Triều Tiên được cho là đã xây dựng một số hầm ngầm đi xuyên qua DMZ, với ít nhất bốn hầm đã bị phát hiện và niêm phong bởi Quân đội Hàn Quốc từ năm 1974 đến năm 2000. Từ đầu những năm 2000, một số báo cáo cho biết Bình Nhưỡng bắt đầu xây dựng một mạng lưới ít nhất 800 boongke gần biên giới Hàn Quốc, có khả năng chứa khoảng từ 1.500 đến 2.000 quân bảo vệ cứ điểm chỉ huy trước khi đoàn quân mũi nhọn mở chiến dịch tấn công xuyên biên giới.
Trong trường hợp có chiến tranh, kế hoạch của Triều Tiên là sử dụng hỏa lực áp đảo và tiến công dồn dập. 3 quân đoàn bộ binh, I, II và IV, dưới sự hỗ trợ bởi lữ đoàn bộ binh cơ động và quân đoàn pháo binh Kangdong, 620, sẽ khởi động một cuộc tấn công chớp nhoáng qua DMZ. Bên cạnh đó, lực lượng máy bay chiến đấu, trực thăng và máy bay chở lính đặc công sẽ tiến hành các cuộc tấn công đổ bộ vào bờ biển Hàn Quốc cùng các cứ điểm chiến thuật. Kế tiếp, tàu ngầm của KPA sẽ triển khai biệt kích hải quân cũng như ngăn chặn sự phản công từ lực lượng Mỹ-Hàn. Trên bờ biển phía Tây, binh đoàn cơ giới 815 và binh đoàn xe tăng 820 của Triều Tiên được trang bị hàng trăm xe tăng cùng các xe chiến đấu bộ binh sẵn sàng triển khai tấn công. Trong khi ở khu vực phía Đông sẽ là địa bàn hoạt động của binh đoàn cơ giới 108 và 806 với chiến thuật tương tự. Các quân đoàn pháo binh như 620 và Kangdong sẽ nã pháo từ các khu vực thiết lập trận địa – hay còn gọi là HARTS. Đây là khu vực có địa thế cao, gần núi để các khẩu pháo hạng nặng có lợi thế độ cao chĩa về phía Nam, yểm trợ đoàn tiến quân. Ngoài ra nó còn cho phép quân đoàn pháo nép vào sườn núi, sườn đồi, hoặc địa hình gồ ghề để tránh đòn phản công từ lực lượng tên lửa, pháo binh và máy bay của quân đội Mỹ - Hàn. Nhiều khu vực HARTS đã bị xác định vị trí nhưng vẫn còn một số khu vực chưa được biết tới. Điều này giúp cho lực lượng Triều Tiên có thêm ưu thế trong cuộc chiến.

### Đại Hàn Dân Quốc
Trong khi đó, phía nam DMZ, Hàn Quốc cũng bố trí hệ thống phòng thủ dày đặc nhằm ngăn chặn quân lính Triều Tiên băng qua. Lực lượng Hàn Quốc thường xuyên tuần tra biên giới với trang bị súng máy hạng nặng và nhiều phương tiện quân sự hỗ trợ khác. Vào năm 2010, quân đội Hàn Quốc đưa robot vũ trang SGR-1 vào tham gia nhiệm vụ tuần tra DMZ. Điều này xuất phát từ gánh nặng chi phí nhân lực cùng phạm vi hoạt động quá rộng lớn. Ngoài ra Hàn Quốc còn tăng cường phòng thủ bằng cơ giới hóa cơ sở hạ tầng. Nhiều đường giao thông và đường cao tốc nối liền giữa Seoul và DMZ được thiết kế để dễ dàng ngăn chặn trong trường hợp quân lính từ bên ngoài tiến vào. Đường cao tốc nối liền hai miền liên Triều có thể dễ dàng bị chặn lại bởi xe tăng hạng nặng. Những chướng ngại vật này có thể làm giảm tốc độ tiến quân xuống vài giờ đồng hồ.
Trong trường hợp một cuộc tấn công xuyên biên giới xảy ra, lực lượng Hàn Quốc sẽ bằng mọi giá ngăn chặn quân lực từ KPA tiến sâu vào đất nước, bởi thủ đô Seoul chỉ cách vùng DMZ khoảng 50 km. Theo nhà phân tích quân sự Kyle Mizokami, Hàn Quốc có sự vượt trội về kỹ thuật, công nghệ và vũ khí nhưng Triều Tiên lại có lực lượng đông đảo và chiến thuật hơn. Do đó, bất kỳ một cuộc tấn công biên giới nào diễn ra, thời gian kéo dài càng lâu sẽ càng bất lợi cho phía Triều Tiên. Một cuộc tấn công kéo dài sẽ cho phép quân đội Hàn Quốc có thêm thời gian tăng cường khả năng hậu cần và huy động lực lượng thiện chiến nhất trên mặt đất, không quân, hải quân dưới sự trợ giúp của Mỹ, tiến vào cuộc chiến, từ đó tạo tiền đề cho việc phản công ngược lại phía bắc như đã từng làm trong Chiến tranh Triều Tiên.